# Uli (Film)
Uli ist ein kolumbianischer Kurzfilm unter der Regie von Mariana Gil Ríos aus dem Jahr 2023. Der Film feierte im Dezember 2023 seine nationale Premiere in Bogotá und im Februar 2024 auf der Berlinale seine internationale Premiere in der Sektion Berlinale Generation.

## Handlung
Rafaela ist 8, und als ihre Eltern wegfahren, kümmert sich ihre fünfzehnjährige Schwester Laura um sie. Laura besucht einen Jungen und Rafaela bleibt nichts anderes übrig, als mitzukommen. Dort sperren die beiden Jugendlichen sich in einem Zimmer ein und überlassen die kleine Schwester sich selbst. Aus Langeweile geht sie im Haus herum und trifft Uli, eine queere junge Frau, die ein Haustier hat.
Der Film zeigt die Möglichkeit, an einem unbekannten Ort Freiheit zu erleben.

## Produktion

### Filmstab
Regie führte Mariana Gil Ríos, von der auch das Drehbuch stammt. Uli ist ihr erster Kurzfilm. Die Kameraführung lag in den Händen von David Correa Franco und für den Filmschnitt war Juan Cañola verantwortlich.  
In wichtigen Rollen sind Ulith Giraldo als Uli, María Camila Alarcón als Rafaela, Amelia Mejía Escobar als Laura und Emanuel Vélez Hernández als Alex zu sehen. 

### Produktion und Förderungen
Produziert wurde der Film von Juan Pablo Castrillon Vergara und Daniela Echeverri Idárraga. Produktionsfirma war Movimiento Cine, Kolumbien. Der Weltvertrieb liegt in den Händen von FilmsToFestivals, Argentinien.

### Dreharbeiten und Veröffentlichung
Seine Premiere erlebte Uli im Dezember 2023 auf dem Festival Bogoshorts in Bogotá. Die internationale Premiere folgte im Februar 2024 auf der Berlinale in der Sektion Berlinale Generation.

## Auszeichnungen und Nominierungen
Der Film wurde vom Columbian Film Development Fund (FDC) mit einem Preis ausgezeichnet.
Bei den Internationalen Filmfestspielen Berlin 2024 erhielt Uli von der Internationalen Jury in der Kategorie Generation Kplus eine lobende Erwähnung. In der Begründung hieß es, Uli bringe beobachtendes Kino mit der „Anmutung eines Märchens“ zusammen und stelle Fragen zu Kindheit und Geschlecht in den Fokus, „ohne Antworten zu erzwingen“.
Der Film war außerdem für den Teddy Award im Bereich Kurzfilm nominiert.